# Le Silence de Lorna
Le Silence de Lorna is een Belgische dramafilm uit 2008 onder regie van Jean-Pierre en Luc Dardenne. De productie won de prijs voor het beste scenario op het Festival van Cannes 2008 en de LUX filmprijs van het Europees Parlement. Dankzij deze onderscheiding werd de film vertaald in de 23 talen van de Europese Unie.
Le Silence de Lorna was tevens genomineerd voor de Gouden Palm, de César voor beste buitenlandse film en voor de European Film Award voor beste actrice (hoofdrolspeelster Arta Dobroshi).

## Verhaal
Lorna is een jonge Albanese vrouw die samen met haar vriend Sokol een eigen eethuisje wil openen in Luik. Daarvoor gaat ze in zee met Fabio, een misdadiger die haar betaalt om een schijnhuwelijk aan te gaan met de drugsverslaafde Claudy. Het plan is dat Lorna via het huwelijk de Belgische nationaliteit verkrijgt en dat Claudy daarna vermoord wordt. Daarna zou Lorna een nieuw schijnhuwelijk moeten aangaan met een Russische crimineel die ook de Belgische nationaliteit wil hebben. Tegen Claudy wordt gezegd dat een echtscheiding zal worden geregeld.
Lorna wil echter liever een echtscheiding dan dat Claudy wordt vermoord, maar Fabio en de Rus zijn hier tegen want dit duurt langer en is verdachter. Om de scheiding te bespoedigen verwondt Lorna zichzelf waarna ze valse aangifte doet van mishandeling door Claudy. Fabio zegt akkoord te gaan met een scheiding, maar laat Claudy toch vermoorden omdat de Rus geen maand langer wil wachten.
Lorna meent zwanger te zijn van Claudy en wil het kind houden. Volgens een arts is ze niet zwanger. De Rus vertrouwt haar niet meer, de overeenkomst ketst af. Lorna voelt aankomen dat Fabio haar gaat vermoorden wanneer ze met zijn handlanger in de auto zit en ze onverwachts een alternatieve route rijden. Ze slaat zijn handlanger bewusteloos en ontsnapt. Ze houdt zich schuil in een verlaten hutje.

## Rolverdeling
| Acteur            | Personage                 |
| ----------------- | ------------------------- |
| Arta Dobroshi     | Lorna                     |
| Jérémie Renier    | Claudy Moreau             |
| Fabrizio Rongione | Fabio                     |
| Alban Ukaj        | Sokol                     |
| Morgan Marinne    | Spirou                    |
| Olivier Gourmet   | Inspecteur                |
| Anton Yakovlev    | Andrei                    |
| Grigori Manoukov  | Kostia                    |
| Mireille Bailly   | Monique Sobel             |
| Stéphanie Gob     | Verpleegster              |
| Laurent Caron     | Commissaris               |
| Baptiste Somin    | Bewaker in het mortuarium |
| Alexandre Trocky  | Arts                      |
| Cédric Lenoir     | Bewaker in de bank        |
| Cécile Boland     | Arts                      |